# Scorpaenodes caribbaeus
Scorpaenodes caribbaeus és una espècie de peix pertanyent a la família dels escorpènids.

## Descripció
- Fa 12 cm de llargària màxima.[6][7]

## Hàbitat
És un peix marí, associat als esculls de corall i de clima tropical que viu fins als 18 m de fondària.

## Distribució geogràfica
Es troba a l'Atlàntic occidental: des de Florida i les Bahames fins a Panamà i el nord de Sud-amèrica.

## Observacions
És inofensiu per als humans.